# Kiya
Kiya là một trong những phối ngẫu của Pharaon Akhenaten thời kỳ Vương triều thứ 18. Xuất thân cũng như cuộc đời của bà cho đến nay vẫn còn là bí ẩn. Trong những năm về trước, Kiya được cho là mẹ của Pharaon Tutankhamun, nhưng bằng chứng DNA vào năm 2010 cho thấy điều này không xảy ra.

## Tên gọi và danh hiệu
Cái tên Kiya được chú ý đến vào năm 1959, khi C. Aldred lần đầu phát hiện các ký tự tượng hình đọc là "Kia" trên một tấm bia từ Nekhen có niên đại từ thời Amarna, vốn là phần còn sót lại của một cái tên. Tuy nhiên, không rõ Kia này có liên quan gì đến thứ phi Kiya không, vì cái tên Kiya có thể được đặt cho cả nam và nữ.
Vào năm 1920, Viện bảo tàng Mỹ thuật Metropolitan mua được một chiếc bình bằng canxit còn khá nguyên vẹn. Cũng vào năm 1959, W. C. Hayes đã dịch dòng chữ khắc trên bình và là người đầu tiên nhận ra, Kiya, còn đọc là Keya, là một thứ phi chưa được biết đến trong hậu cung của Akhenaten.
Một mảnh vỡ từ bình canxit khác được Bảo tàng Anh mua lại có nhắc đến Kiya (số hiệu EA 65901). Mảnh này còn mang khung cartouche mang các tên hiệu của Pharaon Akhenaten. Danh hiệu đầy đủ của Kiya được nhắc đến trên đó như sau: "Người vợ được yêu quý và sủng ái của Chủ nhân Thượng và Hạ Ai Cập, tin vào Sự thật, Chúa tể của Hai vùng đất, Neferkheperure Waenre, đứa con xinh đẹp của thần Aten vĩnh cữu, người sẽ mãi mãi trường tồn, Kiya".
Ngoài ra, tên của Kiya còn được chứng thực trên di vật khảo cổ như các mảng thạch cao ở phức hợp điện thờ Maru-Aten, nhiều khối gạch từ Hermopolis, các mảnh ống bột kohl của Akhenaten (EA 69719)..., đặc biệt là 4 chiếc bình canopic từ ngôi mộ KV55 của Kiya (một bình được lưu giữ tại bảo tàng Metropolitan, 3 bình còn lại đang ở Bảo tàng Ai Cập). Kể từ khi được phát hiện vào năm 1907, chủ nhân của những chiếc bình canopic này từng được xác định là vương hậu Tiye (mẹ của Akhenaten), Nefertiti (chính cung của Akhenaten), hay của chính Akhenaten. Tuy đã bị sửa xóa nhưng các dòng chữ mờ còn sót lại cho thấy, chiếc bình này khả năng cao là của Kiya, cũng như bộ tóc giả kiểu Nubia thường gắn liền với bà.
Một số nhà Ai Cập học cho rằng, Kiya là một biệt danh, được viết gọn từ một cái tên dài hơn. Theo C. Aldred, cái tên Kiya có thể bắt nguồn từ ky, tiếng Ai Cập có nghĩa là "con khỉ".

## Thân thế

### Công chúa ngoại quốc
Dựa theo Câu chuyện về hai anh em dưới triều đại Seti II (Vương triều thứ 19), L. Manniche là người đầu tiên đưa ra giả thuyết rằng, Kiya là người đến từ vương quốc Mitanni (mà người Ai Cập thời đó gọi là Naharin). Câu chuyện này có đoạn nói về một vị vua Ai Cập phải lòng một cô gái ngoại bang đến từ vùng Thung lũng Cây thông (được cho là đâu đó ở Bắc Syria hoặc vùng Tiểu Á), khi tìm được cô, nhà vua ban tên là Ta-Shepset (tạm dịch: "đại phu nhân"). Tác giả của câu chuyện hẳn phải có một lý do cụ thể để gọi người phụ nữ này là Ta-Sepshet (tꜣ špst), vì từ này rất hiếm được sử dụng trong thời Tân Vương quốc Ai Cập. Câu chuyện này có thể phản ánh những sự kiện đã diễn trên thực tế, và đã có người phụ nữ được gọi với danh hiệu là Ta-Shepset, không ai khác ngoài thứ phi Kiya của Akhenaten.
Một văn bản biên chép tài sản của Kiya vào năm trị vì thứ 11 của Akhenaten được tìm thấy có xuất hiện danh hiệu špst này. Ngoài ra, Thutmose IV, ông nội của Akhenaten, cũng từng cưới một công chúa Naharin là Henutempet, và Henutempet cũng được gọi là tꜣ špst Nhrn. Có thể trong suốt Vương triều thứ 18, cụm từ tꜣ špst được trao cho các công chúa ngoại bang, vì vậy không loại trừ khả năng Kiya xuất thân từ vương thất Mitanni.
R. Krauss và R. Schulman nghĩ rằng, Kiya chính là công chúa Tadukhipa của Mitanni. A. Cabrol cũng đồng tình rằng Kiya và Tadukhipa là cùng một người; hơn nữa, con gái của Kiya sẽ là Beketaten.

### Đột ngột biến mất

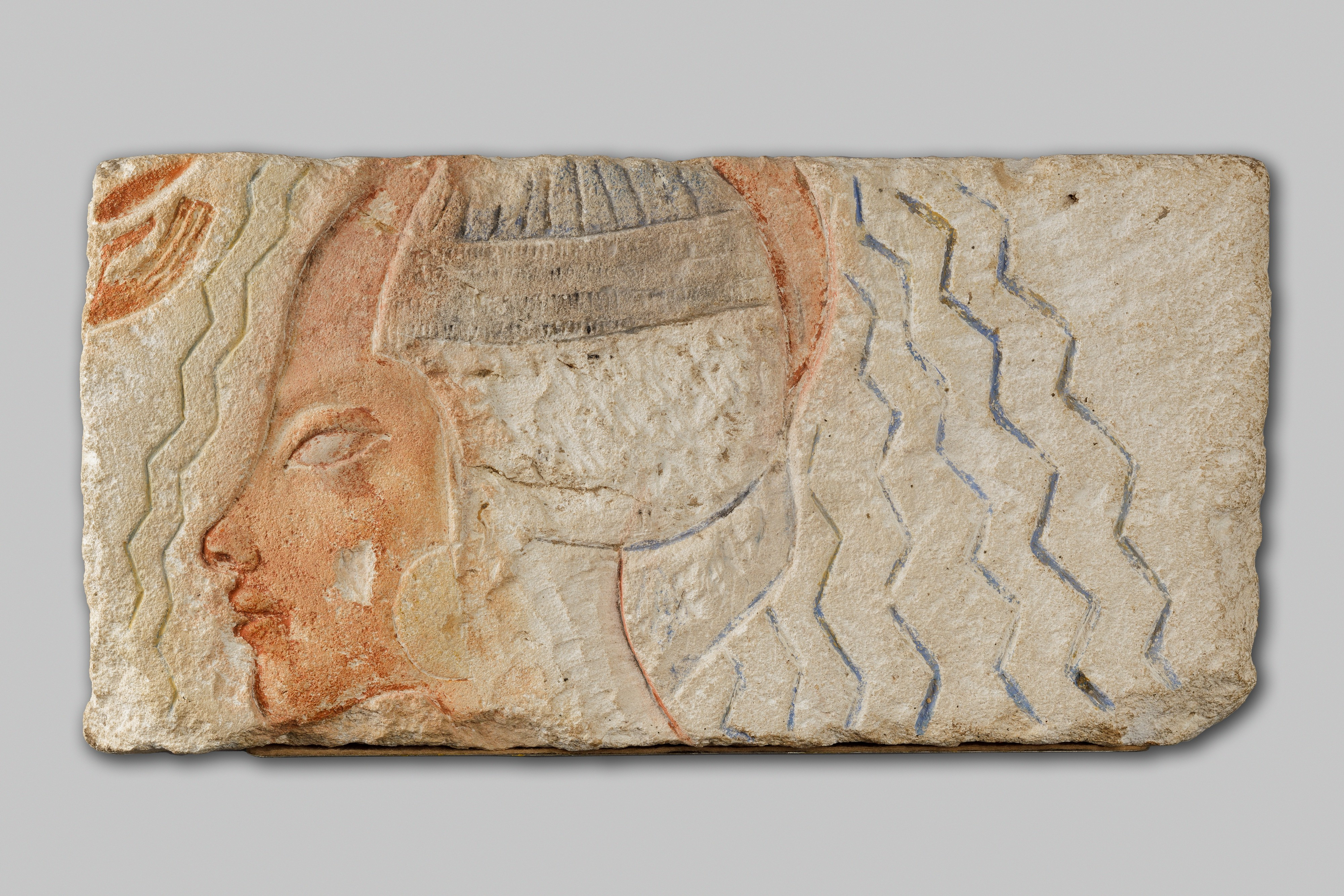
Phù điêu mô tả một phụ nữ đang thực hiện nghi lễ thanh tẩy, được cho là Kiya nhờ vào bộ tóc giả kiểu Nubia (Bảo tàng MET)

Khoảng những năm 1920, các nhà nghiên cứu nhận thấy tên của Meritaten, con gái trưởng của Akhenaten và Chính cung Nefertiti, tại đền Maru-Aten vốn là tên thay thế cho một cái tên khác, tương tự, kiểu tóc và phần đầu trên các phù điêu cũng có hiệu chỉnh sửa; đôi chỗ còn được thay bằng tên của Ankhesenpaaten (con gái thứ ba của Akhenaten và Nefertiti). Cho đến năm 1968, họ cho rằng Meritaten là tên thay thế cho Nefertiti, nhưng dựa vào danh hiệu của Kiya, G. Perepelkin lại cho rằng, người bị thay tên chính là Kiya. Năm 1975, R. Hanke cũng chỉ ra rằng, ký tự tượng hình trong tên hiệu của Nefertiti quá dài để có thể đặt vừa vào chỗ tên bị thay thế, hơn nữa, tên của Kiya lại vừa khớp hoàn toàn với các vị trí này.
Tương tự, trên các khối đá từ những công trình mà Akhenaten cho xây tại Hermopolis, tên của thứ phi Kiya cũng bị xóa đi hoặc thay bởi tên của hai người con gái riêng của chồng. J. Samson chú ý đến vài phù điêu mô tả một bộ ba không tên, bao gồm một vị vua đầu đội miện Khepresh có cặp rắn uraeus (tương tự loại miện Akhenaten đã đội trong những năm trị vì), còn người phụ nữ đội tóc giả kiểu Nubia nhưng không gắn uraeus, theo sau người phụ nữ là một bé gái, được cho là bộ ba Akhenaten, Kiya và con gái của họ. Bộ ba không tên như vậy còn được nhìn thấy trên một khối đá khác, mà trên đó tên người phụ nữ còn sót lại một phần sau giống với tên Kiya. Ngoài ra, có hai cái tên được nhắc đến là Meritaten Tasherit và Ankhesenpaaten Tasherit làm dấy lên tranh cãi, hoặc đó là tên của những đứa con sinh ra do Akhenaten loạn luân với hai người con gái của ông (Meritaten và Ankhesenpaaten), hoặc đó là con của Kiya nhưng đã bị sửa tên; nếu như vậy thì con gái của Kiya có tên là ...-ta-sherit.
Không rõ kết cục của Kiya. Theo Krauss, Kiya quay trở về cố hương khi Akhenaten qua đời, còn C. Vandersleyen thì cho rằng, bà biến mất sau khi xảy ra xung đột giữa Ai Cập và Mitanni. Từ những bằng chứng Kiya bị thay tên, W. Helck đoán rằng, mẹ con Kiya trở nên thất thế sau khi Akhenaten qua đời, và những người con gái của Nefertiti chiếm đoạt các công trình dành cho bà.

## Xác ướp Younger Lady và lăng mộ KV55
Một số nhà Ai Cập học suy đoán rằng, Kiya là chủ nhân của xác ướp Younger Lady được phát hiện ở lăng mộ KV35. Nhưng vào năm 2010, kết quả phân tích DNA cho thấy, xác ướp Younger Lady này được khẳng định là mẹ đẻ của Pharaon Tutankhamun, và cũng là chị em ruột cùng cha (Amenhotep III) cùng mẹ (Tiye) với Akhenaten. Vì Kiya, và cả Nefertiti, chưa bao giờ được gọi là "Chị em gái của Nhà vua" nên chắc chắn xác ướp này không phải của hai bà.
Quay trở lại lăng mộ KV55, nơi phát hiện 4 bình canopic của Kiya, người ta còn tìm thấy một cỗ quan tài bằng gỗ mạ vàng có đặt xác một người đàn ông. Perepelkin phát hiện rằng, cỗ quan tài này có khắc danh hiệu của Kiya như trên bình canopic. Bởi vì hình người khắc họa trên quan tài có đội tóc giả kiểu Nubia, Hanke cũng cho rằng quan tài này vốn dành cho Kiya. J. P. Allen cũng đồng tình với Perepelkin và Hanke, vì Allen cũng nhận thấy rằng, ở phần chân quan tài, tên của Kiya bị thay thế bởi hình ảnh một vị thần.